# Władimir Owczinnikow (lekkoatleta)
Władimir Olegowicz Owczinnikow (ros. Владимир Олегович Овчинников; ur. 2 sierpnia 1970 w Wołgogradzie) – reprezentujący początkowo Związek Radziecki rosyjski lekkoatleta, który specjalizował się w rzucie oszczepem.
Pierwszy międzynarodowy sukces odniósł w 1988 roku zdobywając złoto mistrzostw świata juniorów. Po tym osiągnięciu zajął – w tym samym sezonie – siódme miejsce na igrzyskach olimpijskich poprawiając w eliminacjach własny rekord świata juniorów (80,26, miesiąc przed igrzyskami uzyskał 80,18). W 1989 został mistrzem Europy juniorów, a rok później był szósty w seniorskim czempionacie Starego Kontynentu. Po zdobyciu, w 1991 roku, srebra na uniwersjadzie  nie osiągał już znaczących sukcesów. W 1993 oraz 1995 nie wywalczył awansu do finału mistrzostw świata, a w 1996 i 2000 na eliminacjach kończył udział w igrzyskach olimpijskich. Medalista mistrzostw Rosji, w 1999 został międzynarodowym mistrzem Nowej Zelandii. Rekord życiowy: 88,00 (14 maja 1995, Togliatti).

## Osiągnięcia
| Rok  | Impreza                     | Miejsce         | Lokata            | Wynik |
| ---- | --------------------------- | --------------- | ----------------- | ----- |
| 1988 | Mistrzostwa świata juniorów | Greater Sudbury | 1. miejsce        | 77,08 |
| 1988 | Igrzyska olimpijskie        | Seul            | 7. miejsce        | 79,12 |
| 1989 | Mistrzostwa Europy juniorów | Varaždin        | 1. miejsce        | 76,96 |
| 1990 | Mistrzostwa Europy          | Split           | 6. miejsce        | 81,78 |
| 1991 | Uniwersjada                 | Sheffield       | 2. miejsce        | 80,60 |
| 1993 | Mistrzostwa świata          | Stuttgart       | el. – 13. miejsce | 77,98 |
| 1995 | Mistrzostwa świata          | Göteborg        | el. – 14. miejsce | 78,28 |
| 1995 | Finał Grand Prix IAAF       | Monako          | 6. miejsce        | 82,68 |
| 1996 | Igrzyska olimpijskie        | Atlanta         | el. – 16. miejsce | 78,20 |
| 2000 | Igrzyska olimpijskie        | Sydney          | el. – 14. miejsce | 82,10 |